# Carles Comamala López-Del Pan
Carles Comamala López-Del Pan (Madrid, 17 d'abril de 1889 – Barcelona, 4 d'agost de 1983) fou metge traumatòleg de professió, futbolista del FC Barcelona entre els anys 1903 i 1912. Quan es retirà de la pràctica esportiva fou directiu de l'entitat entre els anys 1909 i 1911.

## Trajectòria
Nascut el 1889 a Madrid fill d'Alfons Comamala i Ucar, natural de Sant Joan de les Abadesses, i de Maria de la Concepció López del Pan i Garro. La família es va traslladar quan ell era petit a Barcelona, on Carles va residir fins a la seva mort. Va practicar la gimnàstica, l'atletisme, la natació, l'hoquei herba i el futbol. Succeí Joan Gamper, de qui era amic personal, en la davantera del Barça, quan el fundador del club es retirà el 1903. Comamala fou un gran davanter, que destacà pel gran nombre de gols que marcà al llarg de la seva llarga carrera esportiva, amb un total de 172 en 145 partits disputats, en els quals va guanyar dos Campionats d'Espanya i quatre de Catalunya.
Fou un home molt actiu i fundà també els equips de futbol de l'Iris FC de Sants, l'AC Galeno, integrat per estudiants de l'Hospital Clínic, i l'Universitary SC. També jugà al RCD Espanyol i FC Casual.
Destacà practicant el rugbi i la natació, feu de periodista ocasional, ja que col·laborà amb el diari El Mundo Deportivo. Entre 1909 i 1911 va ser directiu del Barça al marge de jugador. Va ser president del Consell Superior de la Federació Catalana d'Atletisme, de la qual el 1915 havia estat un dels fundadors, entre els mesos de gener i abril de 1924. També arribà a ser fundador i primer president de la Confederació Catalana de Gimnàstica, precedent de la Federació Catalana de Gimnàstica, el 1923, així com directiu del RCD Espanyol, de la SD Pompeia i del Reial Club de Polo de Barcelona, i durant la Segona República va ser president de l'Acadèmia d'Educació Física de Catalunya. Va ser nomenat president de la Federació Catalana de Gimnàstica quan aquesta va reaparèixer el 1940 com una delegació regional de la Confederación Española de Gimnasia, i va ocupar el càrrec fins al 1945. Durant la seva presidència va ser un home clau en la creació dels Campionats de Catalunya i en la reactivació de la gimnàstica esportiva en els gimnasos.
Hom considera Carles Comamala, gran dibuixant, el creador de la idea original de l'actual escut del FC Barcelona, ja que va guanyar el concurs públic convocat pel Barça l'any 1910 al millor disseny del seu escut, malgrat que investigacions més recents situen com veritable guanyador del citat concurs a Santiago Femenia.
Monàrquic i d'idees espanyolistes durant la Dictadura de Primo de Rivera va ser soci de la Peña Deportiva Ibérica, el Grupo Alfonso i va militar a la Unión Patriótica. El 1930 va ser escollit president de la Unió Monàrquica Nacional de Gràcia i durant la Segona República dirigirà l'entitat Cultura Gimnàstica Esportiva, que també servia de tapadora a membres del Requetè per rebre entrenament paramiliar.
Els seus germans Arseni i Áureo també foren futbolistes.
Es va casar amb Leonor Victoria de Lecea y Mazarredo (Bilbao, 1890-Barcelona, 1936), de família de polítics: bésneta de Manuel María Vitoria de Lecea, alcalde de Bilbao, neta del polític també alcalde de Bilbao Federico Victoria de Lecea y Mazarredo (1809-1864) i neboda d'un altre polític basc, Eduardo Victoria de Lecea y Arana (1835-1907), que fou també alcalde de Bilbao. En la mateixa cerimònia de matrimoni, als Josepets de Gràcia, el seu germà Áureo es va casar amb Albina Malo de Silva Braganza.

## Palmarès
- 2 Campionats d'Espanya (1909/10 i 1911/12)
- 4 Campionats de Catalunya (1904/05, 1908/09, 1909/10 i 1910/11)
- 2 Campionats dels Pirineus (1910 i 1911)